# El Éxodo

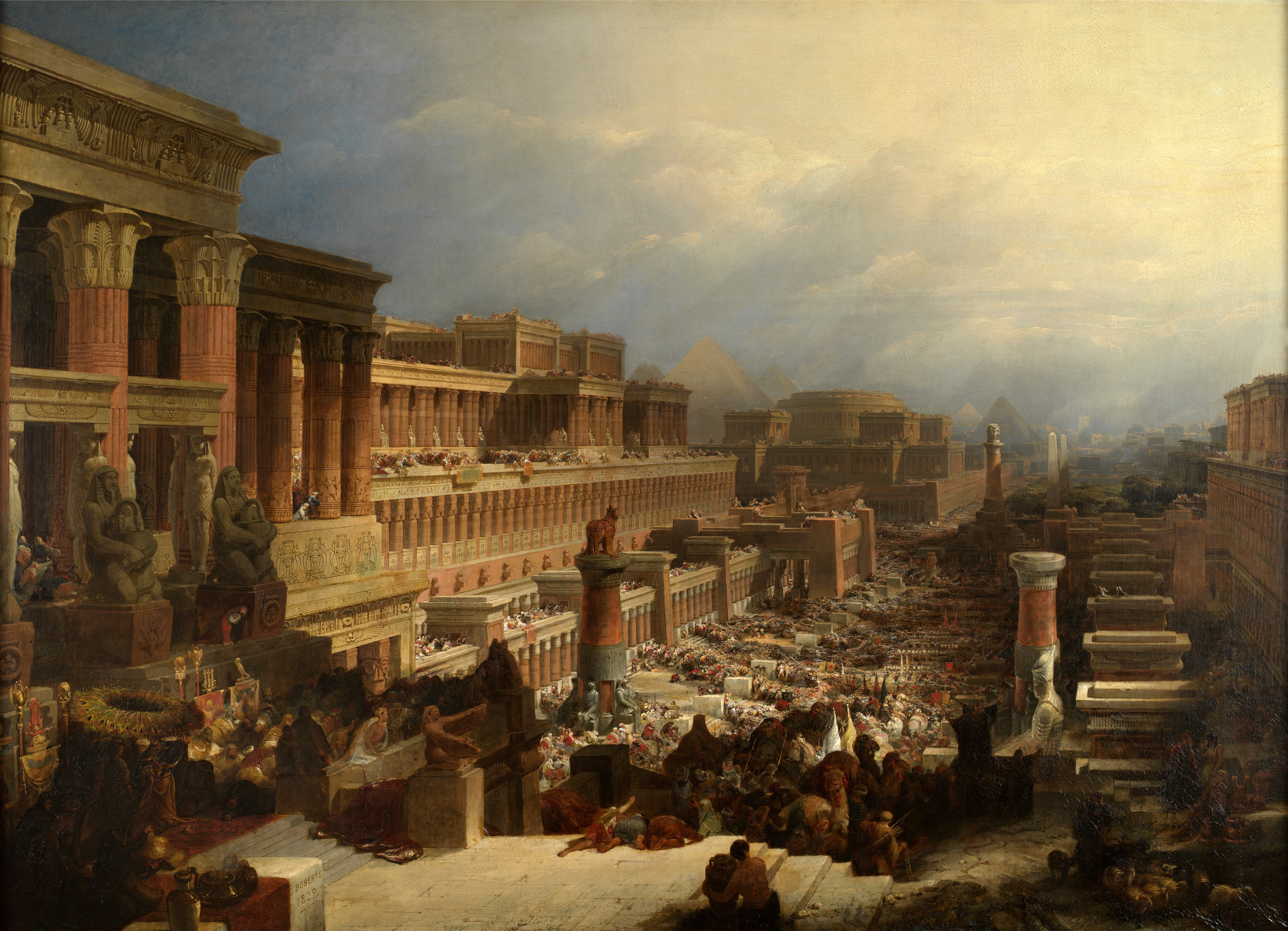
"Partida de los israelitas", por David Roberts, 1829.

El éxodo ( :ἔξοδος, éxodos ‘salida’, hebreo:, יציאת מצרים , Yetsi'at Mitzrayim , hebreo:jəsʕijaθ misʕɾajim Y'ṣiʾath Miṣrayim ‘[la] salida [de] Egipto’) es un relato bíblico sobre la salida de los israelitas del antiguo Egipto (Biblia hebrea y el Antiguo Testamento).
En forma estricta, el término hace referencia únicamente a la salida de Egipto descrita en el Libro del éxodo; en forma más amplia, también incluye la recepción de las leyes y los viajes por tierra entre Egipto y Canaán descritos en los libros del Levítico, Números y el Deuteronomio.

## Resumen

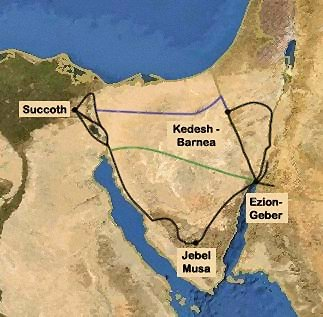
Posibles rutas del Éxodo. La ruta indicada en color negro es la más probable.

El Libro del éxodo relata cómo Dios por medio de Moisés guía a los israelitas en su salida de Egipto y a través de las tierras salvajes de la península del Sinaí donde se encuentra el monte Sinaí, donde Dios se manifiesta y da personalmente al pueblo su Ley eterna, escrita con su propia mano estableciendo así una alianza con ellos, donde ellos deben guardar su torah (ley, instrucción), y a cambio él será su Dios y les dará la tierra de Canaán. El Levítico es un registro de las leyes ceremoniales que Dios le enseñó a Moisés serían importantes hasta que él viniera a la tierra. En Números se cuenta cómo los israelitas, guiados por su Dios, viajan a través del Sinaí hacia Canaán, pero cuando diez de los doce espías les informan que las tierras están infestadas con gigantes ellos se niegan a continuar olvidando una vez más lo maravilloso que Dios ha sido con ellos, Dios entonces los condena a permanecer en el desierto hasta que la generación que dejó Egipto haya fallecido, menos dos hombres fieles: Josué y Caleb. Luego de treinta y ocho años en el oasis de Kadesh Barnea la nueva generación viaja hacia las fronteras de Canaán. El Deuteronomio cuenta cómo ante la vista de la Tierra Prometida, Moisés rememora sus viajes y les recuerda y da nuevas leyes. Su fallecimiento (el último evento relatado del Torah) concluye los 40 años del éxodo de Egipto.

## Historiografía
Aunque el consenso académico es escéptico sobre la historicidad del Éxodo debido a la insuficiencia de evidencias arqueológicas, existen diferentes corrientes que consideran factible la veracidad del Éxodo a través de otras metodologías de investigación histórica. Afirman que existe un sesgo desde el Método Histórico-Crítico en cuanto a la interpretación de la evidencia material, en la que se hacen afirmaciones con la intención de ser postulados, y no teorías de los hechos narrados en la Biblia, ya que hay muchos aspectos inconcluyentes (que la arqueología no puede demostrar por sí sola) que necesitarían apelar a la tradición judía para tener algunas respuestas o aclaraciones de la historia, pero tal práctica no sería considerada válida por los investigadores Histórico-Críticos.

"En lo que se refiere al Éxodo, recientemente se ha anunciado que no existió, basándose en la arqueología. Es cierto que la arqueología ha evolucionado en todas las materias y, en referencia al texto bíblico, parte a priori de principios analíticos menos sesgados que años atrás, no forzando un hallazgo arqueológico para explicar un relato bíblico, sino dejándolo hablar por sí mismo. Es en este punto donde parecen considerarse factores; entre ellos, los materiales encontrados no siempre son fáciles de interpretar y, por otra parte, la falta de ellos inicia algunos planteamientos que los más osados declaran como verdad objetiva, cuando son teorías personales que explican conceptos preconcebidos […] Es innegable la fuerza de una tradición histórica, de la que Israel toma su identidad, fundada en hechos que marcan la religión monoteísta y que parten de una esclavitud que es inconcebible memorizar para el honor de un pueblo, si no fuera por el acontecimiento trascendental y extraordinario narrado."
Francisco Bernal

Estos investigadores apelan a que hubo contactos tempranos entre cananeos y egipcios al menos desde el reinado de Jnumhotep II, en los que, según Israel Finkelstein, unos fueron esclavizados y otros lograron ascender en la escala social, en los que algunos terminarían siendo parte del gobierno. Así, alrededor de 1800 a. C., a través de un proceso gradual, se produjo una invasión pacífica cananea a Egipto, y ese proceso terminaría con la invasión de los hicsos 300 años después. Durante este proceso, la familia de Jacob debió de ingresar a Egipto y, según Kenneth Kitchen, el precio de 20 piezas de plata por la venta del hijo de Jacob, José, como esclavo (mencionado en Génesis 37:28) encaja con el período de los hicsos y no con el período persa (donde la venta de un esclavo era de 120 piezas de plata). Según Manfred Bietak, en Medinet Habu se han encontrado chozas de caña (de más de 3000 años de antigüedad), con la misma planta y distribución que el estilo arquitectónico de las antiguas casas israelitas de cuatro habitaciones, que habrían pertenecido a trabajadores y esclavos. Por otro lado, John Bright menciona que la presencia de numerosos nombres egipcios directos en el relato bíblico (como Jofni, Finefas, Merari, etc.) sería una prueba de la presencia de Israel en Egipto, en lugar de sólo ser influencia cultural egipcia sobre Israel. Asimismo, nombres como Baal Safón (un dios cananeo), así como el lugar de acampada de Pi-hahirot (Fehirot) y Migdal, aparecen en inscripciones egipcias (aunque no se ha descubierto la ubicación exacta de las dos últimas), mientras que se han encontrado las ciudades de Pitón y Ramsés, mencionadas en Éxodo 1:11. Asimismo, la Ley de Moisés y su trasfondo coinciden con el alcance de otros códigos legales existentes de la Edad del Bronce, como los descubiertos en los archivos hititas. Además de todo esto, Mario Liverani afirma que existe una posible mención de Abraham en una estela de Seti I, de Bet-Sean, del año 1289 a. C., que menciona explícitamente una "tribu de Raham" (en medio de luchas entre grupos locales, como los Habiru), mientras que la estela del faraón Merneptah, del año 1230 a. C., tendría la primera mención encontrada de Israel en Palestina fuera del texto bíblico. Según esta apologética, el hecho de que existan pocas referencias del éxodo judío en los archivos egipcios podría explicarse con la costumbre de la Edad Antigua de intentar borrar la memoria histórica de hechos desagradables para las élites gobernantes, y considera también que sería imposible encontrar restos arqueológicos en el desierto, de hace más de 3000 años, de una población que sólo estuviera de paso.

“Se niega el Éxodo, basándose en la inexistencia de expresiones sobre Israel en Egipto. Pero es evidente la costumbre de los egipcios de borrar todo lo que no fuera de su agrado, como, por ejemplo, Akenatón, llamado el faraón hereje, cuyos sucesores intentaron borrar su memoria, porque sus ideas religiosas chocaban con las de la tradición egipcia, o cómo el faraón Tutmosis III destruyó los registros de la reina Hatshepsut, su suegra a la que detestaba.

[…]

Por otro lado, en Palestina, la arqueología confirma un gran cambio en la última parte de la Edad del Bronce. Sobre diferentes ciudades se levantaron edificaciones más pobres que las anteriores. En la zona montañosa se crearon nuevos asentamientos, con una configuración agrícola y ganadera. La cerámica utilizada era tosca y pobre, la distribución de las edificaciones era la típica de “casa de cuatro habitaciones”, e incluso la alimentación, no encontrándose restos de cerdos en los poblados.”
Francisco Bernal